# Ceratophyllum submersum
Ceratophyllum submersum là một loài thực vật có hoa trong họ Ceratophyllaceae. Loài này được L. miêu tả khoa học đầu tiên năm 1763.